# Lindita Kodra
Lindita Kodra (ur. 11 maja 1962 w Kukësie) – albańska strzelczyni.
Karierę rozpoczęła w 1979.
W 2006 wzięła udział w mistrzostwach świata, na których zajęła 27. miejsce w strzelaniu z pistoletu pneumatycznego 10 m.
W 2007 została mistrzynią Europy w strzelaniu z pistoletu sportowego 25 m.
W 2008 wystąpiła na igrzyskach olimpijskich, na których wystartowała w strzelaniu z pistoletu pneumatycznego 10 m i strzelaniu z pistoletu sportowego 25 m. W pierwszej konkurencji uplasowała się na 40. pozycji z 370 pkt, natomiast w drugiej była 35. z 570 pkt.
Jest mężatką i ma dwoje dzieci. Oprócz albańskiego posługuje się językiem włoskim.